# ATR 42

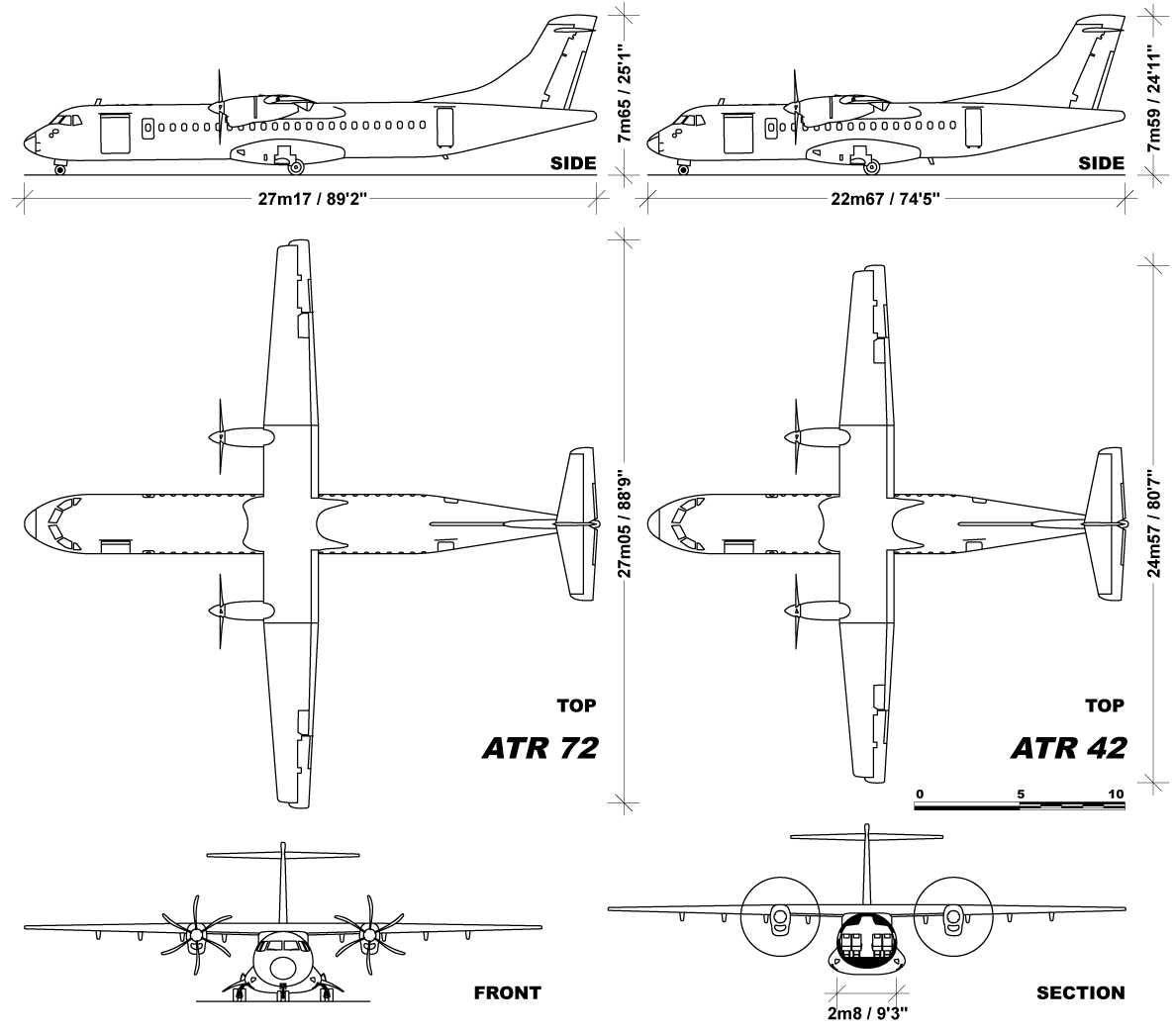
ATR 42示意圖

ATR 42為法國宇航與意大利飞机制造公司(Aeritalia)合資的飛機製造商ATR製造的雙发涡桨短程民航機，标准布局載客42人。最初是為了彌補市場上噴射機的廣泛應用而開發的。在法国图卢兹总装。

## 历史

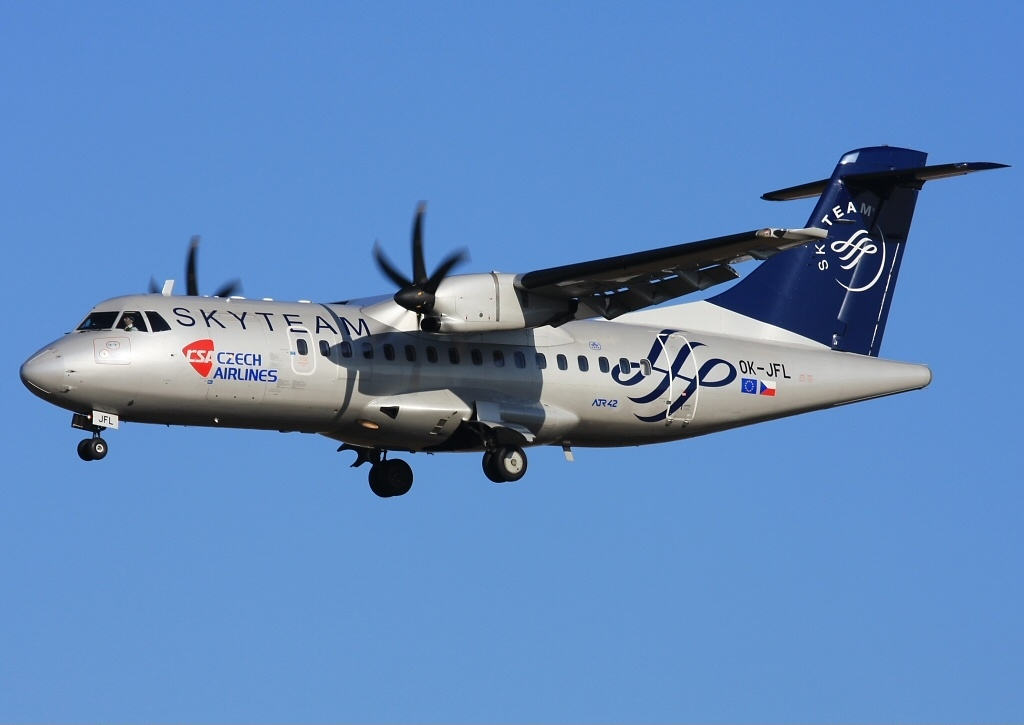
捷克航空ATR 42-500

1981年11月4日，ATR公司成立协议签署。 1984年8月16日首飞。1985年9月获得法国与意大利的型号证书。1985年12月3日开始商业航班。

## 種類
ATR42總共有五個版本：

### ATR 42-200
基本型，是該系列最先生產的型號。

### ATR 42-300
在200型基礎上僅有很小的結構改動，飛機增加了起飛重量和商載能力。

### ATR 42-320
在300型基礎上採用功率更大、性能更好的螺旋槳引擎。

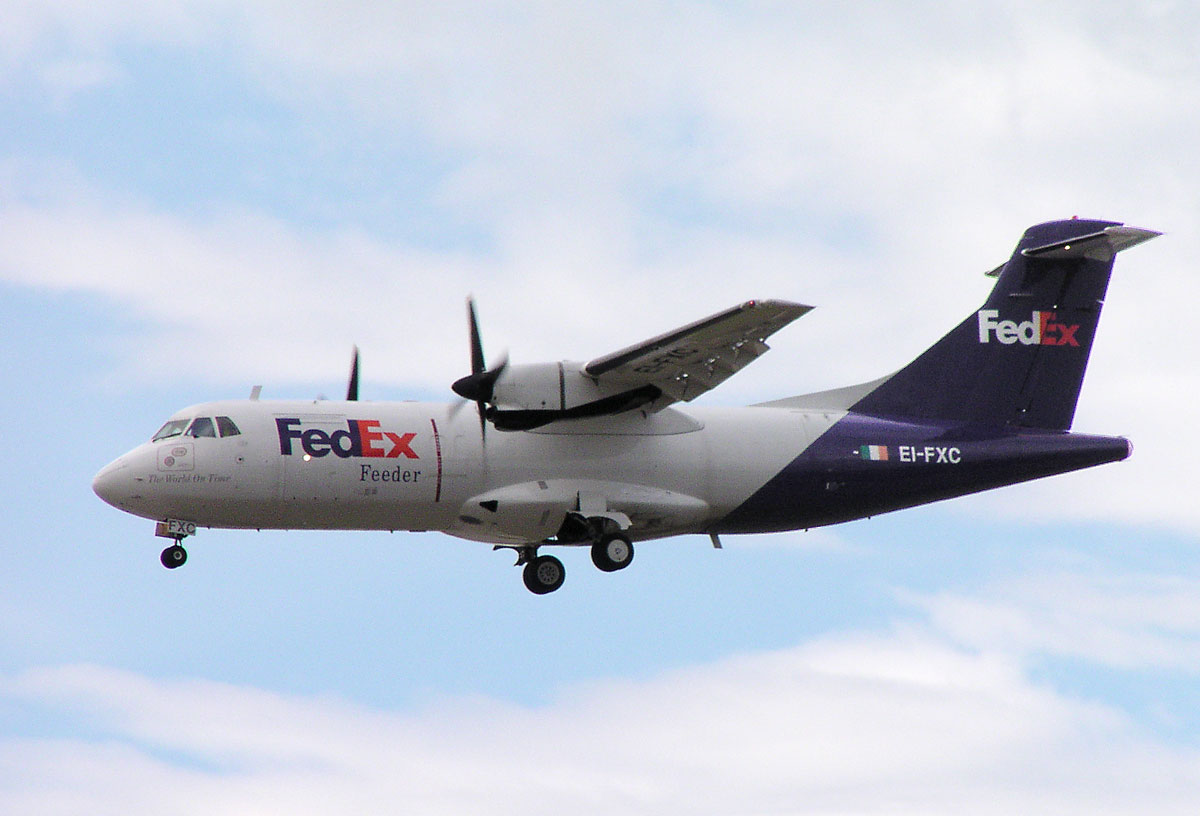
聯邦快遞的ATR 42-300貨機

### ATR 42-500
採用加強型機翼和堅固的起落架，提高了飛行速度，增加了飛行重量，於1995年6月1日試飛，10月開始交貨。

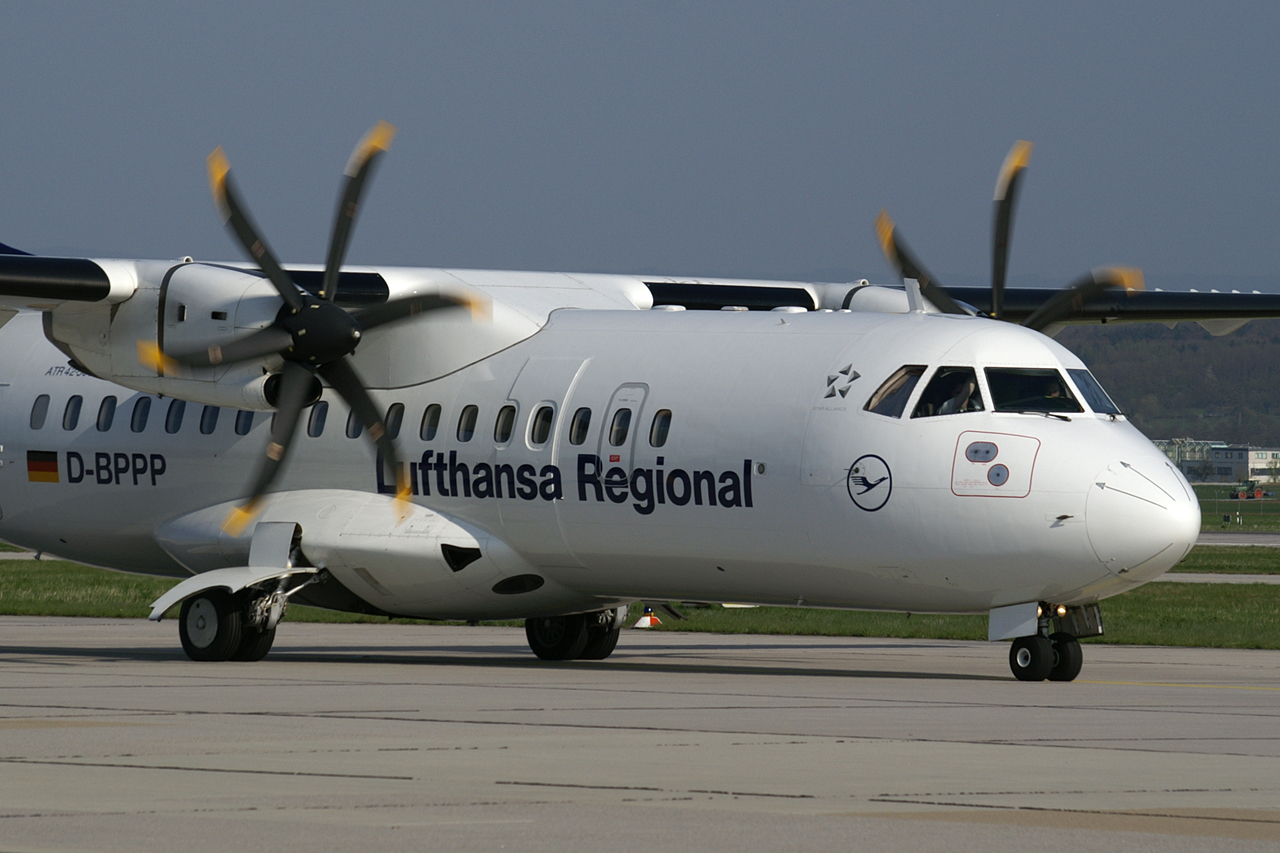
汉莎地方航空的ATR42

### ATR 42-Cargo
ATR42的全貨機。

### ATR 42-600
新增了數位駕駛艙，順帶一提，ATR 72-600也同样新增了数位化驾驶仪器。

### ATR 42-600S
ATR於2019年6月19日舉行的巴黎航展上宣布開發42-600S，這是短距起降（STOL）版本，可以在不減少機組人員數量的情況下在800 m跑道上起降，原預計2022年下半年獲得型號合格證。 由於新型冠狀病毒的影響，開發進度重新調整。重新安排後預定於2023年首飛。
啟動客戶為大溪地航空。 另外三家公司也下了訂單：Elix Aviation（一家租賃公司）和一位未公開的客戶。
2022年5月11日，一架原型機（代碼：F-WWLY，序號：811）進行了約2小時15分鐘的首飛，並預計2023年進入型式認證(Type certificate）階段。

## 規格
|                                       | ATR 42-200                   | ATR 42-300                   | ATR 42-320                   | ATR 42-500                   | ATR 42-600                   |
| ------------------------------------- | ---------------------------- | ---------------------------- | ---------------------------- | ---------------------------- | ---------------------------- |
| 飛航組員                              | 2                            | 2                            | 2                            | 2                            | 2                            |
| 艙座數(典型)                          | 42–52                        | 42–52                        | 42–52                        | 42–52                        | 42–52                        |
| 長度                                  | 74 呎 5 吋 (22.67 公尺)      | 74 呎 5 吋 (22.67 公尺)      | 74 呎 5 吋 (22.67 公尺)      | 74 呎 5 吋 (22.67 公尺)      | 74 呎 5 吋 (22.67 公尺)      |
| 翼展                                  | 80 呎 7 吋 (24.57 公尺)      | 80 呎 7 吋 (24.57 公尺)      | 80 呎 7 吋 (24.57 公尺)      | 80 呎 7 吋 (24.57 公尺)      | 80 呎 7 吋 (24.57 公尺)      |
| 高度                                  | 24 呎 11 吋 (7.59 公尺)      | 24 呎 11 吋 (7.59 公尺)      | 24 呎 11 吋 (7.59 公尺)      | 24 呎 11 吋 (7.59 公尺)      | 24 呎 11 吋 (7.59 公尺)      |
| 翼面積                                | 587 平方呎 (54.5 平方公尺)   | 587 平方呎 (54.5 平方公尺)   | 587 平方呎 (54.5 平方公尺)   | 587 平方呎 (54.5 平方公尺)   | 587 平方呎 (54.5 平方公尺)   |
| 機翼比                                | 11.1:1                       | 11.1:1                       | 11.1:1                       | 11.1:1                       | 11.1:1                       |
| 機輪軸距                              | 28.8 呎 (8.78 公尺)          | 28.8 呎 (8.78 公尺)          | 28.8 呎 (8.78 公尺)          | 28.8 呎 (8.78 公尺)          | 28.8 呎 (8.78 公尺)          |
| 機艙長度                              | 45.4 呎 (13.85 公尺)         | 45.4 呎 (13.85 公尺)         | 45.4 呎 (13.85 公尺)         | 45.4 呎 (13.85 公尺)         | 45.4 呎 (13.85 公尺)         |
| 空重                                  | 23,148 磅 (10,500 公斤)      | 23,148 磅 (10,500 公斤)      | 23,148 磅 (10,500 公斤)      | 24,802 磅 (11,250 kg)        | 24,802 磅 (11,250 kg)        |
| 最大起飛重量 (Maximum takeoff weight) | 34,280 磅 (15,550 公斤)      | 37,258 磅 (16,900 公斤)      | 37,258 磅 (16,900 公斤)      | 41,005 磅 (18,600 公斤)      | 41,005 磅 (18,600 公斤)      |
| 巡航速度                              | 267 節 (494 km/h) 在巡航高度 | 267 節 (494 km/h) 在巡航高度 | 267 節 (494 km/h) 在巡航高度 | 299 節 (554 km/h) 在巡航高度 | 300 節 (556 km/h) 在巡航高度 |
| 最大載重航程                          | 480 海浬 (885 公里)          | 480 海浬 (885 公里)          | 480 海浬 (885 公里)          | 840 海浬 (1,555 公里)        | 842 海浬 (1,560 公里)        |
| 最大燃油容量                          | 1,486 美加崙 (5,625 公升)    | 1,486 美加崙 (5,625 公升)    | 1,486 美加崙 (5,625 公升)    | 1,486 美加崙 (5,625 公升)    | 1,486 美加崙 (5,625 公升)    |
| 飛航高度                              | 25,000 呎 (7,600 公尺)       | 25,000 呎 (7,600 公尺)       | 25,000 呎 (7,600 公尺)       | 25,000 呎 (7,600 公尺)       | 25,000 呎 (7,600 公尺)       |
| 引擎 (×2)                             | 加拿大普惠公司 PW120         | 加拿大普惠公司 PW120         | 加拿大普惠公司 PW121         | 加拿大普惠公司 PW127E        | 加拿大普惠公司 PW127M        |

## 意外事故
累计34架飞机全毁。
- 1987年10月16日，意大利空运公司（英语：Aero Trasporti Italiani）意大利空运公司460航班空难（英语：Aero Trasporti Italiani） ，从意大利米兰利纳特机场飞往德国科隆波恩机场途中，在意大利的Conca di Crezzo由于结冰坠毁，机上37人死亡。[5]
- 1994年8月21日，摩洛哥皇家航空630航班由于飞行员自杀而坠毁，机上44人全部死亡。
- 1997年7月30日，滨海航空公司（英语：Air Littoral）701航班在佛罗伦萨-佩雷托拉机场着陆时冲出跑道，1名驾驶员死亡，飞机报废。[6]
- 1999年10月11日，哈博罗内塞雷茨·卡马爵士国际机场一架博茨瓦纳航空公司的ATR-42-320飞机被驾驶员擅自升空，与地面无线电谈判2个多小时后，飞行员驾机以200节速度撞击停机坪，摧毁了另外两架该公司的ATR-42飞机。[7]
- 1999年11月12日，Si Fly Flight 3275（英语：Si Fly Flight 3275）的ATR 42-312从意大利罗马钱皮诺机场飞往科索沃普里斯提納國際機場执行联合国粮农组织的包机任务。撞上了米特罗维查附近的一座小山，机上24名乘客和机组成员全部死亡。[8]
- 2000年10月11日，哥伦比亚中央航空公司（英语：ACES Colombia）一架ATR 42-500型飞机，注册号VP-BOF，在哥伦比亚波哥大埃尔多拉多国际机场滑行期间，与同公司一架波音727飞机相撞，飞机损毁，无人员伤亡。
- 2002年9月14日，一架Total Linhas Aéreas（英语：Total Linhas Aéreas）公司 ATR 42-312型货机，注册号PT-MTS，从巴西圣保罗国际机场飞往隆德里纳机场（英语：Londrina Airport），在帕拉纳帕内马附近坠毁。两名机组人员死亡。[9]
- 2008年2月21日，委内瑞拉圣巴巴拉航空公司518次航班，从梅里达飞往加拉加斯西蒙·玻利瓦尔国际机场，飞机在委内瑞拉梅里达附近安第斯山脉坠毁。机上43名乘客和3名机组全部死亡。[10]
- 2008年5月8日，两架注册号为N904FX[11]和N905FX[12]的 ATR 42-320型飞机，在皮德蒙特-特里亚德国际机场（英语：Piedmont Triad International Airport）遭遇 EF2级龙卷风袭击，飞机报废。
- 2009年1月27日，轻度冻雨，一架由联邦快递承租的帝国航空公司ATR42型飞机从沃斯堡阿莱恩斯机场（英语：Fort Worth Alliance Airport）起飞，在拉伯克普雷斯顿·史密斯国际机场（英语：Lubbock Preston Smith International Airport）着陆期间提前接地，滑出跑道，于美国中部时区04:37坠毁。机上两名机组人员轻伤入院。[13]
- 2010年2月11日，特里嘎纳航空168次航班，在印度尼西亚坡尼迫降在一片稻田里，事故中两名人员严重受伤。
- 2010年9月13日，委內瑞拉聯合航空2350次航班在由玛格丽塔岛波拉马尔飞往玻利瓦尔州圭亚那城坠毁。机上载有51名旅客和机组，事故造成17人死亡。[14]
- 2012年6月9日，捷克航空公司Benešov 号ATR42型飞机，在布拉格鲁济涅国际机场机库中爆炸后燃烧，飞机全毁。
- 2013年10月19日，新畿內亞航空一架ATR 42-300型飞机，在巴布亚新几内亚马当机场（英语：Madang Airport）起飞期间出现发动机火警。中断起飞后飞机冲出跑道，停在小溪里。机上三名机组全部受伤，火势蔓延至飞机右翼，飞机严重损毁。[15]

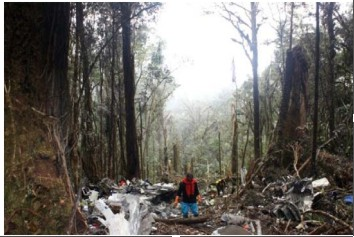
267號班機失事地點

- 2015年8月16日，特里嘎纳航空公司一架ATR 42-300型飞机，注册号为PK-YRN，执飛267號航班，飞机从巴布亚首府查亚普拉起飞，原计划飞往奥克西比尔机场，因惡劣天气坠毁。机上54名旅客和机组人员全部死亡，是ATR42型飞机伤亡最惨重的一起事故。[16]
- 2016年4月4日巴澤航空7703航班（英语：Batik Air Flight 7703）在雅加达哈利姆·珀达纳库苏马国际机场起飞时，左翼尖碰上了横穿跑道的翎亞航空ATR 42-600的垂尾与左翼。两架飞机均起火，无人伤亡。[17]
- 2016年12月7日，巴基斯坦国际航空661号班机空难，机上48人死亡。[18][19][20]
- 2017年12月13日，西风航空280号班机空难，[21][22]一人于事故后遇难。[23][24][25]
- 2022年11月6日，精密航空494号班机空难，精密航空一架ATR 42-500型飞机，在进近过程中在维多利亚湖坠毁，事件至少造成19人死亡。[26][27][28]

## 外部連結
- 官方网站

| 相关内容     | 相关内容              |
| ------------ | --------------------- |
| 相关发展项目 | ATR                   |
| ATR系列      | ATR 42 - ATR 72 -     |
| 相关条目     | 客机列表 - 民航机列表 |